# El indio Rómulo
Rómulo Augusto Mora Sáenz (Monguí, Boyacá; 23 de abril de 1931-Bogotá, 24 de julio de 2020) fue un poeta costumbrista colombiano, más conocido como El indio Rómulo.

## Biografía
Desde su época escolar en su pueblo natal y en Bogotá, como durante su paso por el servicio militar, Rómulo Mora se destacó por sus intervenciones artísticas como autor y declamador de poesía rústica campesina. Tras retirarse del Ejército inició formalmente su carrera artística, adoptando el nombre de "El Campesino Boyacense". En el año 1960 decidió radicarse en la ciudad de Bogotá y organizó el grupo musical "Romerías" con el cual estuvo ocho años, durante este tiempo pudo presentarse en la televisión colombiana, bajo el auspicio de la  Presidencia de la República, dándose a conocer exitosamente no solo a escala nacional sino también en otros países de la región.
El 5 de mayo de 2013 recibió el premio Vida de Palabras, en homenaje a sus más de cincuenta años de vida artística en la radio, el cine, la prensa y la televisión nacional. Falleció la madrugada del 24 de julio de 2020 a los 89 años tras haber estado 10 días en la unidad de cuidados intensivos de la Clínica Colombia en Bogotá internado por COVID-19.

## Poesías
- "Mamita"
- "El yerbatero"
- "La que se case con yo"
- "Los políticos"
- "Queréme, chinita"
- "Poema al peo"
- "Barbarismos"[cita requerida]
- "El gran insulto"
- "Por qué no tomo más"
- "El Testamento"
- "El que menos corre vuela"
- "La oración del arriero"
- "Los extranjerismos"
- "Siquiera se murieron los abuelos"
- "Por aquí no pasaron"